# مناطق بيرو
مناطق (بالأسبانية: regiones ) البيرو هي المستوى الإداري الأول في البيرو. بعد الأستقلال في عام 1821، كانت البيرو مقسمة إلى إدارات (بالأسبانية: departamentos ) وأدي هذا إلى زيادة القوة السياسية والأقتصادية للعاصمة ليما. بعد عدة محاولات غير ناجحة للتخلص من المركزية أصبح الشكل القانوني للمناطق رسمياً ويتم انتخاب الحكومة الأقليمية لإدارة «الإدارات» في العشرين من نوفمبر عام 2002 حتى يتم صهرها في مناطق حقيقية.
تحت الترتيب الجديد الإدارت السابقة الأربعة والعشرين بالإضافة إلى محافظة كالاو أصبح لها حدود أقليمية. تم إستثناء محافظة ليما من هذه العملية ولم تضم إلى أي منطقة. على العكس من الإدارات السابقة تمتلك المناطق حكومة منتخبة وتمتلك مسؤوليات واسعة ضمن صلاحياتها. لازالت عملية نقل الأعمال من الحكومة المركزية إلى المناطق تحت قانون 2002 للتنظيم الحكومة الأقليمية (بالأسبانية: Ley Orgánica de Gobiernos Regionales) جارية. في استفتاء عام 2005 فشلت عملية دمج عدة مناطق للحصول على الأصوات المطلوبة لإتمام عملية الدمج.
تنقسم المناطق والإدارات البيرووية إلى محافظات وضواحي.

## التاريخ
بعد أعلان الأستقلال في 1821 قسمت بيرو إلى إدارت (بالأسبانية: departamentos) وتم زيادت عددهما من 11 في عام 1822 إلى 24 إدارة في عام 1980:
بسبب القوة السياسة والأقتصادية المتزايدة تركيزاً في العاصمة ليما، حاول الكثير من الإداريين لإزالة المركزية في الدولة ولم يستطيعوا إلا مع قليل من النجاح. الدستوري البيروي في عام 1979 إحتوى على عدة تعديلات لإزالة المركزية عن طريق إنشاء المناطق المستقلة ولكن لم يتم تطبيق هذه المناطق. في السنوات اللاحقة من عام 1985 إلى 1990 خلال فترة حكم الرئيس آلن غارسيا واجه حكومته احتمالية خسارت الأنتخابات الرئاسية لعام 1990 بسبب الأزمة الأقتصادية المنتشرة والدعم الشعبي المترنح. ولإنشاء مصدر قوة بديل تم إنشاء المناطق المستقلة الإثني عشر في العشرين من يناير عام 1989 على أمل أن تزداد فرص الفوز بالانتخابات. ولكن تم التسرع في إنشاء هذه المناطق مما أدى إلى عدم تزويد حكومات المناطق بمصادرها الخاصة وهذا إدى بدوره إلى اعتماد المناطق على الحكومة المركزية للتمويل المالي.
في عام 1990 خلال الأنتخابات الرئاسية كان ينظر إلى الأحزاب السياسية بعدم الثقة وأبلغ دليل هو فوز المرشح المستقل ألبرتو فوجيموري والذي أحدث مفاجأة في الأنتخابات. قام فوجيموري بنقل الشؤون المالية إلى حكومات المناطق وفي 29 ديسمبر عام 1992 تم استبدالها بحكومة معينه انتقالية لإدارة المناطق (بالأسبانية: Consejos Transitorios de Administración Regional). بعد حل الكونغرس في أزمة الدستور البيرووي عام 1992 ناد الرئيس فوجيموري لإنتخابات المجلس الدستوري والذي قام بسن دستور 1993. الدستور الجديد أعاد إنشاء المناطق مع درجة من الإستقلالية وحكومة منتخبة ولكن لم يتم تطبيقها. تم إصدار قانون توزيع القوة  (بالأسبانية: Ley Marco de Descentralización) في 30 يناير 1998 أكد دائمية المجالس الانتقالية تحت إشراف وزارة الرئاسية.
تم إجبار الرئيس فوجيموري على الأستقالة في نوفمبر عام 2000 لإتهامه بالإستفراد بالسلطة والفساد وانتهاك حقوق الإنسان. بعد حكومة مؤقت بقيادة فالنتين بانياغوا تم انتخاب  أليخاندرو توليدو كرئيس من 2001 إلى 2006 ومن أجندته إنشاء حكومات مناطق. إدارة الحكومة الجديدة قادت الهيكل القانوني لإصدار قانون التقسيم الإداري على أساس توزيع القوة (بالأسبانية: Ley de Bases de la Descentralización) وصدر في 17 يونيو 2002 وكذلك القانون التنظيمي للحكومات المنطقة ية (بالأسبانية: Ley Orgánica de Gobiernos Regionales) صدر في 19 نوفمبر عام 2002. وأقيمت انتخابات الحكومات المنطقة ية الجديدة في 20 نوفبمر عام 2002، واحدة في كل من الإدارات السابقة وواحدة في المحافظة الدستورية لكالاو (بالأسبانية: Provincia Constitucional). محافظة ليما والتي تحتوي على العاصمة تم إستثناءها من العملية لذا لم تضاف إلى أي منطقة.
في انتخابات 2002 حاز حزب المعارضة الاتحاد الأمريكي الشعبي الثوري بينما بقيت واحدة إلى حزب بيرو المعقولة الذي كان منه الرئيس أليخاندرو. قادت قوة المعارضة وضعف الحكومة إلى مخاوف من أزمة سياسية طويلة وتبددت هذه المخاوف بعد انشغال الحكومات المحلية بالمشكلات المحلية وانشغالها عن السياسة على مستوى الدولة. حدود المناطق التي ورثتها المناطق الجديدة من الإدارات السابقة كانت صغيرة نسبياً، وأتاح قانون توزيع القوة الأندماج ما بين المناطق (كانت إدارات)  بعد موافقة أغلبية سكان الأقليم لتشكيل الأقليم. وكان أول إستفتاء من هذا النوع في 30 أكتوبر عام 2005 وكان المقترح في الإستفتاء:
- دمج منطقة أبوريماك ومنطقة قوسقو
- دمح منطقة أريكيبا ومنطقة بونو ومنطقة تاكنا
- دمج منطقة أشاكوتشو ومنطقة وانكافليكا ومنطقة إيكا
- دمج منطقة أنكاش ومنطقة وانوكو ومنطقة خونين ومنطقة ليما ومنطقة باسكو
- دمج منطقة لمباييكه ومنطقة بيورا ومنطقة تومبس

تم رفض هذه الاقتراحات من قبل الناخبين من كل المناطق المشتركة في الأستفتاء مع إستثناء منطقة أريكيبا، لذا لم يتم أي دمج.
أقيمت أنتخابات للحكومة المنطقة ة في 19 نوفمبر عام 2006. وفازت معظم الحركات السياسية المحلية على الأحزاب الوطنية. حزب الاتحاد الأمريكي الشعبي الثوري والذي فازت بالانتخابات الرئاسية (4 يوليو 2006) لم يحصل إلا على منطقة ين. والأحزاب الوطنية الأخرى حصلت على أقل من ذلك.

## الحكومة
حسب القانون التنظيمي للحكومات المنطقة ية مسؤوليات المناطق تشمل خطط تطوير المناطق، وتنفيذ المشاريع الاستثمارية العامة، والترويج للفعاليات الاقتصادية، وإدارة الممتلكات العامة. وتتكون حكومة المنطقة من رئيس ومجلس ينتخب لفترة أربع سنوات بالإضافة هناك مجلس التنسيق المنطقة ي مكون من عمدة محافظ وممثلين من المجتمع المدني. رئيس المنطقة هو رأس الحكومة ووظائفه تشمل اقتراح وتطبيق الميزانية، وتعيين المسؤولين الحكوميين، و إصدار القرارات والمراسيم، و تنفيذ خطط وبرامج المنطقة، وإدارة ممتلكات المنطقة. مجلس الأقليم يناقش ويصوت على القوانين المقترحة من قبل رئيس المنطقة وكذلك يراقب كل المسؤولين الرسميين في المنطقة، كما له صلاحية عزل الرئيس ونائبه وأي عضو مجلس من مكتبه. مجلس التنسيق المنطقة ي له دور استشاري في مواضيع الميزانية والخطط وليس له دور تنفيذي أو تشريعي.
اشترط قانون التنظيم للحكومات المنطقة ة النقل التدريجي للمهام من الحكومة المركزية إلى المناطق بشرط أن تكون هذه المناطق قادرة على القيام بهذه المهام. ولمراقبة هذه العملية أنشأ قانون اللامركزية  المجلس الوطني لإزالة المركزية (بالأسبانية: Consejo Nacional de Descentralización). ولكن هذا المجلس إتهم بالبيروقراطية وعدم الفاعلية من قبل حكومة الرئيس السابق آلن غارسيا لذلك في 24 يناير 2007 تم إبطال المجلس واستبداله بسكرتير إزالة المركزية  (بالأسبانية: Secretaría de Descentralización) والذي هو تابع لمكتب رئيس الوزراء. وبعد مرور شهرين اجتمع رؤساء المناطق في مدينة وانكايو لإنشاء المجلس الوطني للحكومات المحلية (بالأسبانية: Asamblea Nacional de Gobiernos Regionales) وهو هيئة تنسيق بديلة ومستقلة عن الحكومة المركزية.

## المناطق
المساحة وتعداد السكان تم الحصول عليها من المعهد الوطني للإحصاء والمعلومات (بالأسبانية: Instituto Nacional de Estadística e Informática, INEI). تم تقريب المساحات لإقرب وحدة كاملة. المعلومات الديموغرافية بناء على تعداد 2005 والذي أخذ في الفترة من 18 يوليو غلى 20 أغسطس 2005. الكثافة السكانية إلى أقرب كسر لكل أشخاص في كل كيلو متر واحد. الأرقام UBIGEO وINEI هي أرقام تستخدم من قبل الإدارة الوطنية للتقسيم الإداري.
| الأقليم                           | الأيزو | UBIGEO | العاصمة                           | المساحة (كم²) | تعداد السكان | الكثافة السكانية (/كم²) | الموقع |
| --------------------------------- | ------ | ------ | --------------------------------- | ------------- | ------------ | ----------------------- | ------ |
| منطقة أمازوناس Amazonas           | PE-AMA | 01     | تشاتشابويس Chachapoyas            | 39,249        | 389,700      | 9.9                     |        |
| منطقة أنكاش Ancash                | PE-ANC | 02     | وراز Huaraz                       | 35,914        | 1,039,415    | 28.9                    |        |
| منطقة أبوريماك Apurímac           | PE-APU | 03     | أبانكاي Abancay                   | 20,896        | 418,882      | 20.0                    |        |
| منطقة أريكيبا Arequipa            | PE-ARE | 04     | أريكيبا Arequipa                  | 63,345        | 1,140,810    | 18.0                    |        |
| منطقة أشاكوتشو Ayacucho           | PE-AYA | 05     | أشاكوتشو Ayacucho                 | 43,815        | 619,338      | 14.1                    |        |
| منطقة كاخاماركا Cajamarca         | PE-CAJ | 06     | كاخاماركا Cajamarca               | 33,318        | 1,359,023    | 40.8                    |        |
| منطقة كاياو Callao                | PE-CAL | 07     | كاياو Callao                      | 147           | 810,568      | 5,514.8                 |        |
| منطقة قوسقو Cuzco                 | PE-CUS | 08     | قوسقو Cuzco                       | 71,986        | 1,171,503    | 16.3                    |        |
| منطقة وانكافليكا Huancavelica     | PE-HUV | 09     | وانكافليكا Huancavelica           | 22,131        | 447,054      | 20.2                    |        |
| منطقة وانوكو Huánuco              | PE-HUC | 10     | وانوكو Huánuco                    | 36,849        | 730,871      | 19.8                    |        |
| منطقة إيكا Ica                    | PE-ICA | 11     | إيكا Ica                          | 21,328        | 665,592      | 31.2                    |        |
| منطقة خونين Junín                 | PE-JUN | 12     | وانكايو Huancayo                  | 37,667        | 1,091,619    | 29.0                    |        |
| منطقة لا ليبرتاد La Libertad      | PE-LAL | 13     | تروخيو Trujillo                   | 25,500        | 1,539,774    | 60.4                    |        |
| منطقة لمباييكه Lambayeque         | PE-LAM | 14     | تشيكلايو Chiclayo                 | 14,231        | 1,091,535    | 76.7                    |        |
| منطقة ليما Lima                   | PE-LIM | 15     | واتشو Huacho                      | 34,802        | 864,853      | 24.9                    |        |
| منطقة لوريتو Loreto               | PE-LOR | 16     | إيكيتوس Iquitos                   | 368,852       | 884,144      | 2.4                     |        |
| منطقة مادري دي ديوس Madre de Dios | PE-MDD | 17     | بويرتو مالدونادو Puerto Maldonado | 85,301        | 92,024       | 1.1                     |        |
| منطقة موكيغوا Moquegua            | PE-MOQ | 18     | موكيغوا Moquegua                  | 15,734        | 159,306      | 10.1                    |        |
| منطقة باسكو Pasco                 | PE-PAS | 19     | سيرو دي باسكو Cerro de Pasco      | 25,320        | 266,764      | 10.5                    |        |
| منطقة بيورا Piura                 | PE-PIU | 20     | بيورا Piura                       | 35,892        | 1,630,772    | 45.4                    |        |
| منطقة بونو Puno                   | PE-PUN | 21     | بونو Puno                         | 66,997        | 1,245,508    | 18.6                    |        |
| منطقة سان مارتن San Martín        | PE-SAM | 22     | مويوبامبا Moyobamba               | 51,253        | 669,973      | 13.1                    |        |
| منطقة تاكنا Tacna                 | PE-TAC | 23     | تاكنا Tacna                       | 16,076        | 274,496      | 17.1                    |        |
| منطقة تومبس Tumbes                | PE-TUM | 24     | تومبس Tumbes                      | 4,046         | 191,713      | 47.4                    |        |
| منطقة أوكايالي Ucayali            | PE-UCA | 25     | بوكالبا Pucallpa                  | 101,831       | 402,445      | 4.0                     |        |

## روابط خارجية
- BBC News. Fujimori: Decline and fall. November 20, 2000.
- (Spanish) Declaración de Huánuco بي دي إف  PDF. March 20, 2007.
- (Spanish) Decreto Supremo Nº 007-2007-PCM بي دي إف  PDF. January 24, 2007.
- (Spanish) Instituto Nacional de Estadística e Informática. Banco de Información Distrital.
- (Spanish) Ley Nº 27783, Ley de Bases de la Descentralización بي دي إف  PDF. July 17, 2002.
- (Spanish) Ley Nº 27867, Ley Orgánica de Gobiernos Regionales بي دي إف  (305 KiB) PDF (305 KiB). November 16, 2002.
- (Spanish) Monge, Carlos. "Los gobiernos regionales del periodo 2003–2006: la primera promoción que se gradúa de la descentralización". Quehacer 163: 33–36 (November–December 2006).
- (Spanish) Oficina Nacional de Procesos Electorales, Elecciones Regionales y Municipales 2006.
- (Spanish) Oficina Nacional de Procesos Electorales, Referendum para la Integracion y Conformacion de Regiones 2005.
- (Spanish) Oficina Nacional de Procesos Electorales. Resultados regionales.
- O'Neill, Kathleen. Decentralizing the State: elections, parties, and local power in the Andes. Cambridge: Cambridge University Press, 2005.
- Schönwälder, Gerd. Linking civil society and the State: urban popular movements, the Left and local government in Perú, 1980–1992. Pennsylvania: The Pennsylvania State University Press, 2002.
- The New York Times. "Opposition Party Makes Strong Showing in Peru Election". November 18, 2002.